# Oel Dhakwa
Oel Dhakwa is een nagar panchayat (plaats) in het district Lakhimpur Kheri van de Indiase staat Uttar Pradesh. 

## Demografie
Volgens de Indiase volkstelling van 2001 wonen er 11.077 mensen in Oel Dhakwa, waarvan 53% mannelijk en 47% vrouwelijk is. De plaats heeft een alfabetiseringsgraad van 51%. 